# Doungou Camara
Doungou Camara (født 7. januar 1995) er en kvindelig håndboldspiller fra Senegal. Hun spiller for Stella Sports Saint-Maur Handball og Senegals kvindehåndboldlandshold, som højre back.
Hun deltog ved verdensmesterskabet i håndbold 2019 i Japan.